# Pretty Together
Pretty Together è il sesto album in studio del gruppo rock canadese Sloan, pubblicato nel 2001.

## Tracce
1. If It Feels Good Do It – 3:57
2. In the Movies – 3:34
3. The Other Man – 3:54
4. Dreaming of You – 3:44
5. Pick It Up and Dial It – 3:36
6. The Great Wall – 3:11
7. The Life of a Working Girl – 3:47
8. Never Seeing the Ground for the Sky – 4:48
9. It's in Your Eyes – 4:41
10. Who You Talkin' To? – 3:15
11. I Love a Long Goodbye – 3:09
12. Are You Giving Me Back My Love? – 3:20
13. Your Dreams Have Come True – 3:22

## Formazione
- Jay Ferguson – chitarra, voce, basso
- Chris Murphy – basso, voce, batteria
- Patrick Pentland – chitarra, voce
- Andrew Scott – batteria, voce, chitarra